# Staré Dillí

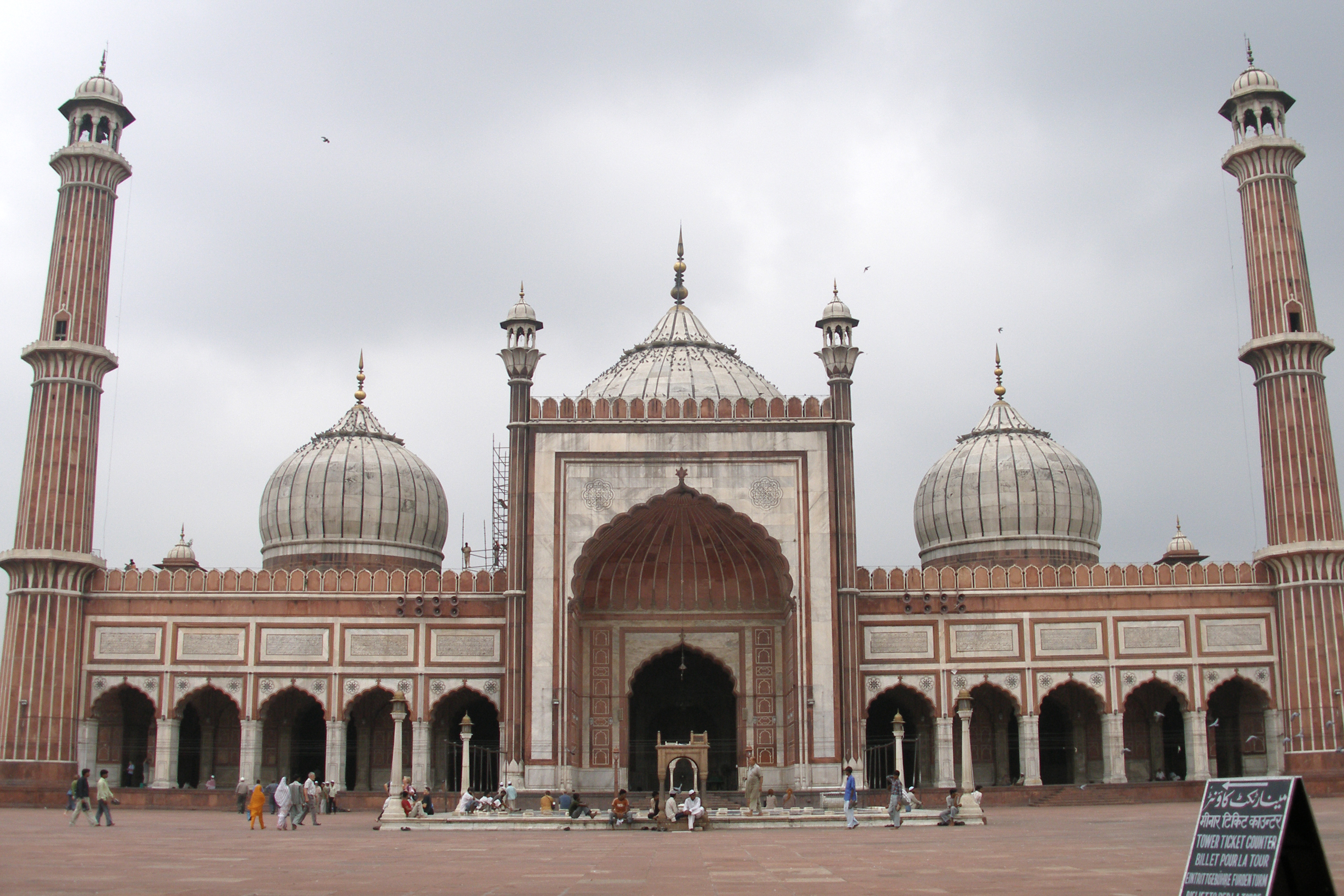
Mešita Džáma masdžid v Šáhdžahanabádu

Staré Dillí (hindsky पुरानी दिल्ली, původně Šáhdžahanabád, hindsky शाहजहानाबाद) je centrální historická část indického města Dillí.
Původně samostatné město nechal roku 1639 vystavět mughalský císař Šáhdžahán. Sídlo plnilo funkci hlavního města Mughalské říše až do pádu mughalské dynastie a vzniku Britské Indie v letech 1857/1858.